# Seda Kaçan
Seda Kaçan (nacida en 1994) es una piloto de carreras turca. Es la segunda mujer piloto de carreras de autos del país después de Ann Tahincioğlu, quien compitió en 1992. También es la primera mujer piloto ganadora de una carrera en Turquía.

## Vida personal
Seda Kaçan nació en Kırklareli, Turquía en 1994. Su padre es militar y su madre es maestra de escuela. Completó su educación superior en la Universidad Técnica de Yıldız en Estambul como ingeniera industrial. Trabaja como gerente de marca en la multinacional Doritos y PepsiCo.

## Carrera deportiva
Al comienzo de su carrera como corredora, Kaçan fue reprimida por la gente que la rodeaba, ya que le dijeron que es un deporte de hombres. Después de entrenar, decidió comenzar su carrera en el automovilismo a la edad de 27 años, una edad relativamente tardía.
Kaçan corrió primero en el Campeonato de Karting de Turquía durante una temporada, antes de debutar como la segunda mujer piloto turca en 30 años en el partido de ida del Campeonato de Pista de Turquía (en turco: Türkiye Pist Şampiyonası) de 2022, organizado por la Federación Turca de Automovilismo (TOSFED) y celebrado en Ülkü Park en Esmirna los días 18 y 19 de junio. La primera mujer piloto de carreras del país fue Ann Tahincioğlu, que compitió en 1992 en el Campeonato de Turquía. Compitiendo en un Audi TT con el número de carrera 5 para Bitci Racing Team AMS, y patrocinado por su empleador, Kaçan terminó el primer tramo de la primera ronda en sexto lugar y alcanzó el quinto lugar en el segundo tramo. En la segunda ronda del campeonato en el circuito de İzmit Körfez, ocupó el tercer lugar.
Kaçan recuerda su primera carrera como «fue muy emocionante salir desde la primera posición, porque el campeonato aplica un 'orden de parrilla inverso', en el que el piloto más lento sale al frente». Además, sintió «que era perseguida por monstruos detrás de ella. Por lo tanto, se centró más en la parte de aprendizaje del trabajo que en ganar la carrera».
Kaçan subió dos veces al podio en el Campeonato de Turquía de 2023. En 2023, ganó la primera etapa de la primera ronda del campeonato en el circuito de İzmit Körfez en su nuevo auto de carreras Audi RS3 DSG. Se convirtió en la primera mujer piloto ganadora de carreras de Turquía. El Campeonato de 2023 consta de cinco rondas, cada una con dos tramos. Un total de doce coches participan en dos categorías, en los grupos «Super» y «Maxi».